# Ла Шапел Тајфер
Ла Шапел Тајфер (фр. La Chapelle-Taillefert) насеље је и општина у централној Француској у региону Лимузен, у департману Крез која припада префектури Гере.
По подацима из 2011. године у општини је живело 383 становника, а густина насељености је износила 27,14 становника/km². Општина се простире на површини од 14,11 km². Налази се на средњој надморској висини од 600 метара (максималној 690 m, а минималној 462 m).

## Демографија
| 1962. | 1968. | 1975. | 1982. | 1990. | 1999. | 2011. |
| ----- | ----- | ----- | ----- | ----- | ----- | ----- |
| 288   | 319   | 261   | 257   | 310   | 353   | 383   |

График промене броја становника у току последњих година